# Idiocera omanensis
Idiocera omanensis là một loài ruồi trong họ Limoniidae. Chúng phân bố ở miền Cổ bắc.